# Dějiny Beninu

Znak Beninské republiky

Dějiny území Beninské republiky mají dlouhou historii. V před-koloniálních dobách byla tato oblast rozdělena mezi více oblastí s odlišnými etniky, kulturami a politickými systémy. Prvními Evropany, kteří prozkoumali beninské pobřeží byli Portugalci v 15. století. V 17. století se tu rozprostírala mocná říše Dahomey, jejíž vrchol přišel v polovině 19. století. Poté bylo území pod francouzskou správou. Roku 1960 vyhlásila tehdy Dahomejská republika nezávislost. Roku 1974 se k moci dostal Matieu Kérékou, který vytvořil Beninskou lidovou republiku a budoval ji na marxisticko-leninských základech. Od začátku 90. let je Benin demokratickou zemí, současný prezident Patrice Talon má však autoritářské tendence a situace v zemi se horší.

## Příchod Evropanů a království Dahomey (15.–19. stol.)
První Evropané, kteří prozkoumali pobřeží Beninu, byli Portugalci v 15. století. O několik dalších desítek let zde začali i obchodovat. V průběhu 17. století se do obchodu zapojili také Holanďané, Angličané, Francouzi a další. Hlavním vývozním artiklem do poloviny 19. století byli vždy otroci. Objem vývozu otroků byl zpočátku malý, ale ve druhé polovině 17. století rychle vzrostl a udržel se na vysoké úrovni až do 40. let 19. století. Území dnešního Beninu se stalo pro Evropany známé, jako "pobřeží otroků". Hlavním centrem obchodu bylo pobřežní království Ouidah. Vyvážení otroci byli převážně váleční zajatci a pocházeli z celé oblasti dnešního Beninu. Atlantský obchod s otroky měl na zemi značný a škodlivý dopad, protože způsobil vylidnění některých oblastí a celkovou militarizaci společnosti. Otroci z této části kontinentu mimo jiné přinesli do Nového Světa například náboženství vúdú, které je v této podobě rozšířené zejména na Haiti.
V 17. století zde vznikl domorodý stát Dahomejské království. Byl to stát národa Fonů a za jeho zakladatele je považován panovník Wegbaja. Stát Dahomey po svém vzniku ovládl pobřežní oblast, roku 1724 Allada a 1727 obchodní centrum Ouidah. Království se stalo dominantní silou v oblasti. Později bylo Dahomey napadeno královstvím Oyo (z východní části dnešní Nigérie) a od roku 1730 muselo odvádět daně. Z područí Oyo osvobodil Dahomey král Glélé. Historického vrcholu moci bylo dosaženo během králů Geza (1818-58) a zmíněného Glélé (1858-89).
Dahomey bylo despotické a militaristické království. Moc krále se opírala o vysoce vycvičenou stálou armádu, jejíž součástí byl i ženský kontingent. Královská moc byla podporována propracovaným kultem zesnulých králů, kteří byli uctíváni přinášením lidských obětí při každoročních veřejných obřadech ("výroční zvyky"). Vládci v rámci expanze dokázali sjednotit nesourodá společenství do nové národní identity a noví poddaní se začali považovat za Fon. V 18. a na počátku 19. století byl Dahomey významným dodavatelem otroků pro transatlantický obchod, ale již v polovině 19. století objem obchodu s otroky upadal. V roce 1852 byl král Gezo donucen britskou námořní blokádou přijmout smlouvu o zrušení obchodu s otroky, ačkoli se jí v praxi porušoval. Od 40. let 19. století tedy Gezo podporoval vývoz palmového oleje, který byl produkován otrockou prací na královských plantážích. Měla to být náhrada za upadající obchod s otroky.

## Francouzská nadvláda (17. stol. – 1960)

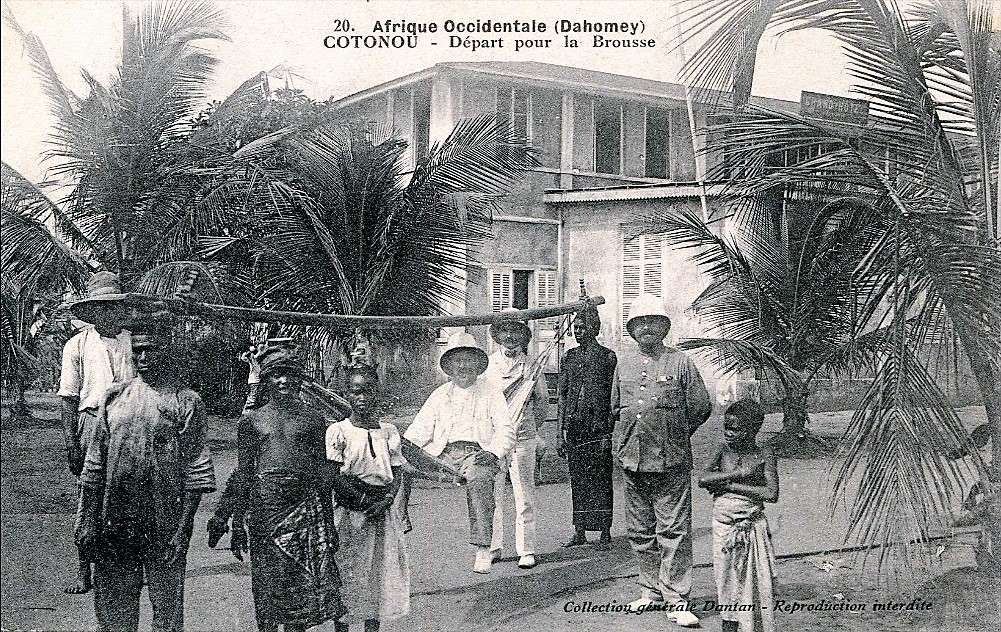
Francouzští kolonizátoři v Cotonou

Francouzi v oblasti začali působit v 17. století, kdy v Ouidah založili vlastní továrnu. Roku 1704 zde založili pevnost známou jako Fort Saint Louis. Od poloviny 19. století se základna používala pro nově zavedený obchod s palmovým olejem. Kvůli obavám z britské expanze zde Francouzi rozšiřovali svůj vliv. Postupně byly s Dahomey vyjednány smlouvy, které zajišťovaly podstoupení strategických přístavů včetně Cotonou. Ke konci 19. století bylo království s politikou Francouzů stále více nespokojeno a král Behanzin se jim postavil na odpor. Francouzi odpověděli invazí a roku 1894 dobyli Dahomey, které se stalo pouhým protektorátem. Napětí mezi Francouzi a Brity však rostlo a roku 1898 spolu uzavřeli dohodu (tzv. anglo-francouzská úmluva z roku 1898), která řešila sféry vlivu. Stejně tak bylo postupováno u Němců, čímž byla stanovena dnešní hranice mezi Beninem a Togem. Finální podoba hranic dnešního Beninu byla dosažena roku 1909, kdy se hranice mezi Beninem a jinými francouzskými koloniemi. Před-koloniální hranice Dahomey byly ignorovány a byly stanoveny dle Beninské zátoky. Od roku 1904 tvořilo Dahomey součást federace Francouzské západní Afriky pod vládnou generálního guvernéra v Senegalu. Misionáři, osvobození otroci vracející z potugalských kolonií v Americe a potomci portugalských osadníků na jihu země šířili křesťanství a západní učení, nikoliv však na muslimském severu. V 50. letech 20. století se Dahomey dokonce nazývalo "latinskou čtvrtí" Francouzské západní Afriky. V roce 1946 se Dahomey stalo zámořským územím Francie. V roce 1959 byla vytvořena autonomní republika v rámci Francouzského společenství a 1. srpna 1960 bylo dosaženo úplné nezávislosti.

## Nezávislost (1960-1991)
V období dekolonizace se v kolonii šířilo nacionalistické hnutí. Z toho později vznikly tři regionálně orientované politické strany Dahomejské demokratické shromáždění (francouzsky Rassemblement Démocratique Dahoméen, RDD) vedené Robertem Magou, Dahomejská nacionalistická strana (Parti des Nationalistes du Dahomey, PND) vedená Sourou-Miganem Apithym a Dahomejská demokratická unie (Union Democratique Dahoméenne, UDD) vedená Justinem Ahomadégbé-Tomêtinem. Po získání nezávislosti přišly ekonomické potíže, které je projevovaly studentskými a odborovými nepokoji. Následná nestabilita vyústila během let 1963-1972 v šest úspěšných vojenských převratů. Při posledním vojenském převratu 26. října 1972 se moci chopil major (později generál) Mathieu Kérékou. Ten po svém nástupu začal prosazovat marxisticko-leninskou politiku založenou na znárodňování a centrálním plánování hospodářství. V roce 1975 byla země přejmenována na Beninskou lidovou republiku.
Konec 80. a začátek 90. let byl pro Benin bouřivým obdobím. Východní blok se rozpadal a prezidentovi Kérékouovi nezbývalo nic jiného, než odmítnout leninismus-marxismus jako státní ideologii a demokratizovat politický systém a hospodářství. Roku 1990 byla vyhlášena nová ústava a o rok později se konaly vícestranické volby. Kérékou byl poražen bývalým členem vlády Nicéphore Soglem.

## Současný Benin (1990-současnost)

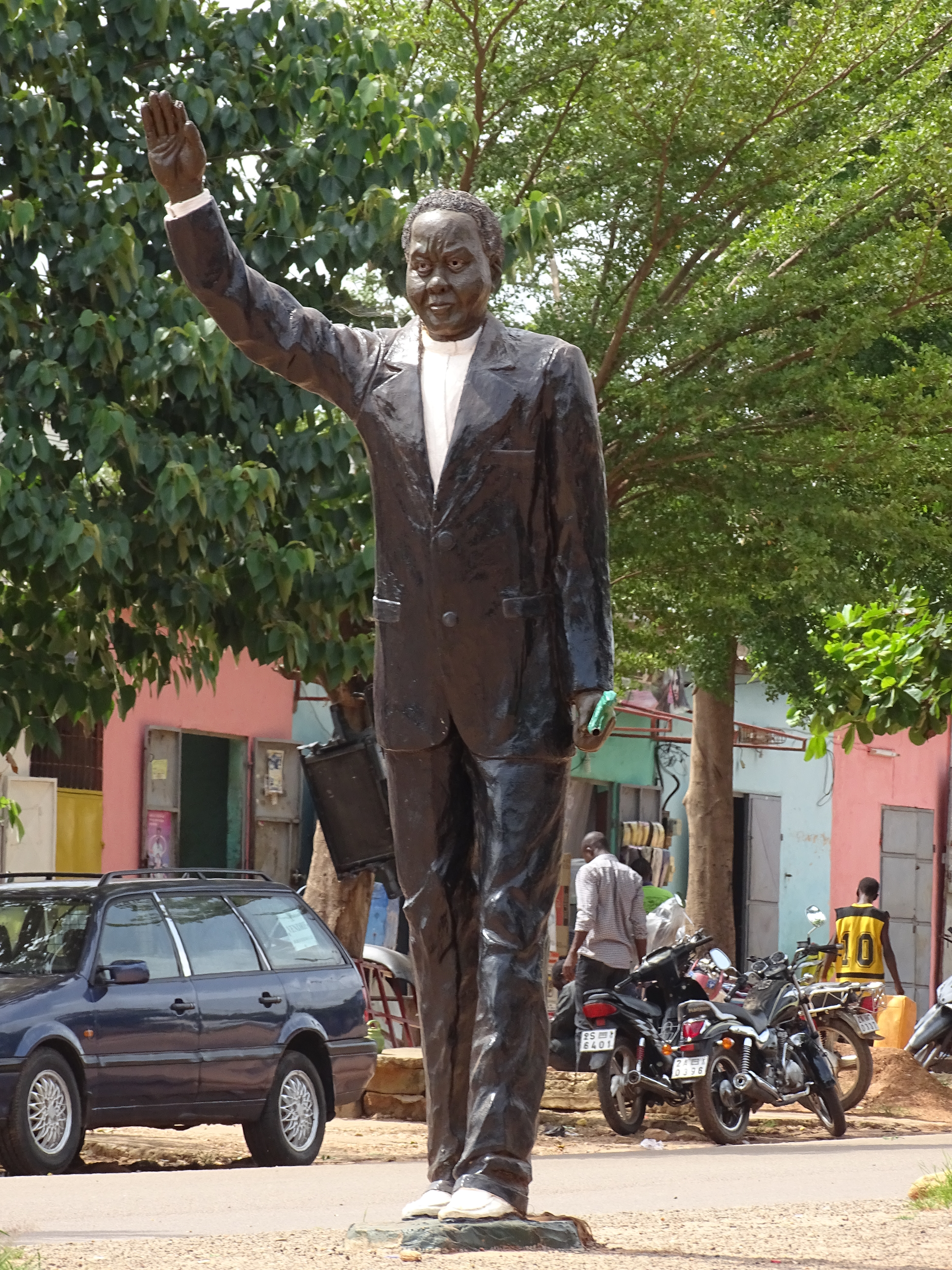
Socha Mathieu Kérékoua

Soglova vláda se snažila zlepšit ekonomický stav země. Začala provádět fiskální politiku, která si získala respekt mezinárodního prostředí a země začala dosahovat hospodářských úspěchů. Nicméně nemalá část Beninčanů na prokroku neprofitovala, jelikož sociální blahobyt se nedostavoval, jak bylo očekáváno. I samotný proces demokratizace nebyl bez kontroverzí. Soglova vláda ztrácela popularitu. Volby roku 1996 byly ve znamení opačného vývoje od těch posledních. Kérékou porazil Sogloa. Stejná situace se opakovala i v příštích volbách roku 2001.
Během prezidentského mandátu Kérékoua se stále nedostavovala spokojenost s hospodářskou situací v zemi. Na přelomu tisíciletí proběhlo mnoho stávek pracujících protestující kvůli ekonomické reformě, díky které se jim dostávalo nižších mezd. Kérékou musel řešit také korupci, do níž byla v letech 2003 a 2004 zapletena řada policistů, soudců a úředníků ministerstva financí. Kérékou, který dle ústavy nemohl dále vykonávat svou funkci, roku 2006 odešel do důchodu.
Ve volbách 2006 zvítězil Thomas Boni Yayi, bývalý výkonný ředitel Západoafrické rozvojové banky a relativně nový kandidát v celonárodní politice, který kandidoval jako nezávislý. Nový prezident se zaměřil na hospodářský rozvoj a také na boj proti korupci ve státní správě. O rok později se Yayi stal terčem pokusu o atentát, z něhož vyšel bez úhony.
Prezidentské volby v roce 2011 byly dvakrát odloženy kvůli komplikacím při snaze zaregistrovat všechny oprávněné voliče. Když se volby 13. března 2011 konečně konaly, stále se objevovaly stížnosti, že statisíce lidí zůstaly bez volebního práva a že volby měly být opět odloženy. Přes přetrvávající obavy Yayi vyhrál s necelými 54 % hlasů, čímž odpadla nutnost konání druhého kola voleb. Následující měsíc se konaly parlamentní volby, v nichž většinu křesel získaly strany, které podporovaly Yayiho, včetně koalice Cauriho síly pro rodící se Benin (Forces Cauris pour un Bénin Émergent; FCBE).
Během Yayiho druhého funkčního období se opět stal terčem nekalých plánů. V říjnu 2012 vláda oznámila zatčení v rámci spiknutí s cílem otrávit Yayiho, které údajně zosnoval jeho bývalý spojenec, podnikatel Patrice Talon. Později téhož roku Talon uprchl do Francie. V březnu následujícího roku policie oznámila, že zmařila plánovaný převrat. Talon byl do tohoto spiknutí rovněž zapleten. Důvod rozkolu mezi oběma muži nebyl zcela jasný; Talon tvrdil, že se pohádali kvůli Yayiově touze po třetím prezidentském období, což by bylo v rozporu s ústavou, zatímco prezident tvrdil, že Talon se stal nepříčetným, když přišel o cenné státní zakázky. V roce 2014 Yayi po mezinárodním zprostředkování omilostnil Talona a další osoby zapojené do spiknutí proti němu.
V roce 2013 Yayi otevřel otázku ústavní reformy a mnozí se začali obávat, že touto cestou usiluje o třetí zvolení do úřadu. Zdůrazňoval, že jím navrhované změny pomohou v boji proti korupci a důrazně popřel, že by jejich součástí byl dodatek, který by mu umožnil kandidovat na třetí funkční období. Opozice ho však nadále kritizovala a zorganizovala hnutí Červená Středa sérií pochodů, které měly vyjádřit nesouhlas se změnou ústavy a nespokojenost s celkovým stavem věcí v Beninu. Yayiho snahy o změnu ústavy v tomto a následujícím roce ztroskotaly a poté, co FCBE nezískala v parlamentních volbách v roce 2015 absolutní většinu, se zdálo, že otázka ústavní reformy je mrtvá.

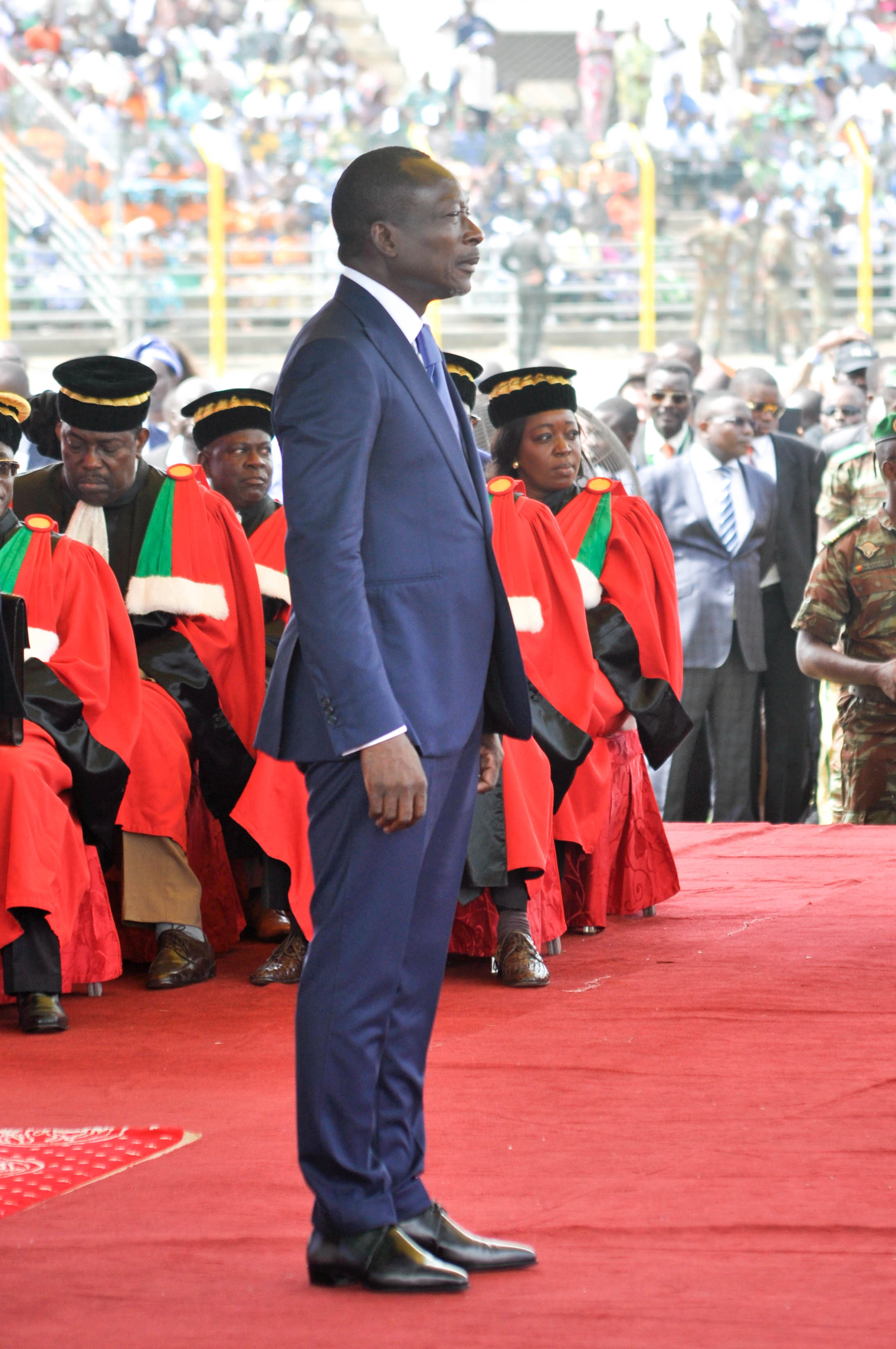
Současný prezident Patrice Talon

V prvním kole prezidentských voleb v roce 2016 se utkalo 30 kandidátů. Mezi předními kandidáty byli Talon, který se po svém omilostnění vrátil do Beninu a premiér země Lionel Zinsou, který byl vlajkonošem FCBE. Zinsou získal 28 % hlasů. Spolu se svým nejbližším soupeřem Talonem, který získal 25 %, postoupil do druhého kola voleb. Talon, který měl podporu většiny kandidátů vyřazených v prvním kole, zvítězil a získal přibližně 65 %.
V následujících letech tu byly opět pokusy o ústavní reformu. Beninský parlament ji však odmítl. Kvůli nesouhlasu s reformou rezignoval ministr obrany Candide Azannai, to byla pro Talona rána, jelikož to byl jeden z jeho nejbližších spojenců. V roce 2018 byl zřízen nový soudní dvůr. Soud pro potlačování hospodářských trestných činů a terorismu (CRIET) se politické opozici prezidenta Talona jeví jako instituce podřízená jeho moci. Kontroverze vyvolaly parlamentní volby 2019, kde se zúčastnily pouze dvě kandidátní listiny loajální prezidentovi. Africký soud pro lidská práva na svém zasedání v Arushe 29. března 2019 odsoudil odklon od právního státu v zemi. V květnu 2019 dochází k džihádistickému vniknutí a únosu dvou Francouzů v národním parku Pendjari. Je to nešťastný důkaz o postupu postupu džihádistických skupin směrem ke Guinejskému zálivu. V dubnu 2021 byl v beninských prezidentských volbách znovuzvolen prezident Patrice Talon, který získal 86,3 % odevzdaných hlasů. Jeho mov byla ještě posílena změnou změnou volebního zákona, díky niž prezidentovi příznivci zcela kontrolují parlament.